# Žažar
Žažar este o localitate din comuna Horjul, Slovenia, cu o populație de 169 de locuitori.